# Hoàng Quốc Hải
Hoàng Quốc Hải (sinh năm 1938) là nhà văn Việt Nam, được tặng Giải thưởng Nhà nước về Văn học Nghệ thuật năm 2017. Ông nổi tiếng với hai bộ tiểu thuyết lịch sử là "Tám triều vua Lý" và ''Bão táp triều Trần''.

## Tiểu sử
Hoàng Quốc Hải sinh ngày 13 tháng 8 năm 1938 tại huyện Kim Thành, tỉnh Hải Dương.
Năm 1953, Hoàng Quốc Hải tình nguyện đi bộ đội tham gia kháng chiến chống Pháp. Sau hòa bình lập lại, ông về học phổ thông tại Trường Trung học phổ thông Ngô Quyền, Hải Phòng (1957-1960) rồi học chuyên nghiệp báo chí khóa I. Từ năm 1962 đến 1966, ông công tác ở Báo Vùng Mỏ (tờ báo của ngành Than, tiền thân của Báo Quảng Ninh hiện nay), nhưng chủ yếu là làm nghề viết văn.
Trong kháng chiến chống Mỹ và chiến tranh Biên giới 1979, ông đều tham gia và viết một số bút ký, truyện ngắn. Trước lúc nghỉ hưu, ông là chuyên viên văn hóa tại Bộ Văn hóa.
Ông là đảng viên Đảng Cộng sản Việt Nam; hội viên Hội Nhà văn Việt Nam năm 1988.

## Sự nghiệp
Trong văn học, ông viết cả tiểu thuyết, ký, truyện ngắn, tiểu luận, tản văn, tiêu biểu là các tiểu thuyết về đề tài lịch sử.
Hoàng Quốc Hải viết hai bộ tiểu thuyết lịch sử về hai thời đại oanh liệt nhất, phát triển nhất của Việt Nam đó là bộ ''Tám triều vua Lý'' (4 tập) và bộ ''Bão táp triều Trần'' (6 tập), thời gian kéo dài hơn 400 năm trong lịch sử. Có thể nói, trước ông, chưa có tác phẩm nào đồ sộ như vậy. Hai bộ tiểu thuyết này của ông là những đóng góp hết sức quan trọng mảng đề tài lịch sử đối với đời sống văn học đương đại.
''Huyền Trân Công Chúa'' và ''Bão táp cung đình'' (hai tập sách trong bộ ''Bão táp triều Trần'') đã được dịch giả Chapuis Gérard dịch sang tiếng Pháp với tựa đề Requiem pour une Princesse (cuối năm 2009) và Ouragan au sérail (tháng 2 năm 2012).
Ông được Nhà nước tặng thưởng: Huân chương Kháng chiến chống Mỹ hạng Nhì; Huy chương kháng chiến chống Pháp hạng Nhất;  Giải thưởng Nhà nước về Văn học Nghệ thuật năm 2017 cho bộ tiểu thuyết "Bão táp triều Trần".

## Tác phẩm chính
- Mùa vàng (1975)
- Con đường phía trước (1976)
- Chiến lũy đá (tiểu thuyết, 1979)
- Làng trong phố (1979)
- Ký sự ven hồ (1982)
- Sau mùa lá rụng (tiểu thuyết, 1987)
- Chờ đến ngày mai (tiểu thuyết, 1988)
- Đêm qua làng (truyện ngắn)
- Văn hóa phong tục (khảo cứu)
- Bão táp cung đình (1994)
- Trắng án Nguyễn Thị Lộ (phê bình tiểu luận)
- Tạp văn (2 tập)
- Người ấy chỉ xuất hiện có một lần (2002)
- Huyền Trân Công Chúa
- Thăng Long nổi giận
- Tám triều vua Lý (2010)
- Bão táp triều Trần (6 tập, xuất bản lần đầu năm 2003, tái bản nhiều lần).
- Tác phẩm nghiên cứu về văn hóa phong tục Việt Nam, phê bình tiểu luận, tạp văn,...

## Vinh danh
- Giải thưởng Nhà nước về Văn học Nghệ thuật năm 2017
- Được thành phố Hà Nội tặng danh hiệu “Công dân Thủ đô ưu tú” năm 2024.[7]

### Giải thưởng văn học
- Giải thưởng Hội Văn nghệ Hà Nội năm 1969 cho tác phẩm "Làng quê chị Dậu"
- Giải thưởng Hội Văn nghệ Hà Nội năm 1970 cho tác phẩm ''Ông Giám đốc như tôi đã biết''.
- Giải thưởng Bùi Xuân Phái - Vì tình yêu Hà Nội, năm 2008 với bộ tiểu thuyết "Bão táp triều Trần".
- Giải "Thành tựu văn học trọn đời" của Hội Nhà văn Hà Nội năm 2020.[8]

## Nhận định
| “                         | Những con chữ trong tiểu thuyết lịch sử của Hoàng Quốc Hải không chỉ có nhiệm vụ phục dựng hình ảnh, không khí, sự kiện của quá khứ mà còn mang một sứ mạng quan trọng hơn. Đó là tôn vinh những tinh hoa của người Việt ta từ bao đời nay. Tinh hoa đó là truyền thống văn hóa, lòng yêu nước, lòng tự tôn dân tộc, ý chí quật cường trong dựng nước và giữ nước thể hiện qua những việc làm thiết thực… | ” |
| — nhà văn Nguyễn Bích Lan | |   |

## Gia đình
Vợ ông là nhà thơ Nguyễn Thị Hồng, từng là Trưởng ban Biên tập sách văn học Nhà xuất bản Phụ Nữ nhiều năm.